# 倪嘉缵
倪嘉缵（1932年5月10日—），男，浙江嘉兴人，中国无机化学家，中国科学院长春应用化学研究所研究员。曾担任该所副所长、所长。现任深圳大学生命与海洋科学学院名誉院长。

## 生平
1932年生于浙江嘉兴。1952年毕业于上海大同大学化学系。1961年获苏联科学院无机化学研究所副博士学位。1980年当选为中国科学院学部委员（院士）。